# IC 3776
IC 3776 је спирална галаксија у сазвјежђу Береникина коса која се налази на листи објеката дубоког неба у Индекс каталогу.
Деклинација објекта је + 22° 29' 3" а ректасцензија 12h 47m 12,1s. Привидна величина (магнитуда) објекта IC 3776 износи 16,0 а фотографска магнитуда 16,8. IC 3776 је још познат и под ознакама KUG 1244+227, PGC 86432.